# Саннефіорд
Саннефіо́рд (норв. Sandefjord) — місто в Норвегії. Розташоване поблизу гирла Осло-фіорду, у «голові» Саннефіорду — бухти протоки Скагеррак. Саннефіорд був заснований у 14 столітті. Дістав міські права 1845 року. На початку 1900-х Саннефіорд став одним із головних світових китобійних центрів, хоча з часом більшу роль у місті почали відігравати промислові заводи, зокрема машинні майстерні та хімічні фабрики. У Саннефіорді міститься міжнародне статистичне бюро для моніторингу за бійнею китів на міжнародному ринку та для розбудови планів для збереження тих видів китів, що під загрозою.
На захід від Саннефіорду в с. Ґокстад у 1880 році було розкопано Гокстадський корабель — човен вікінгів, у якому похований місцевий вождь бл. 900 р. Інший човен, відомий як човен Озеберзький корабель, що датується 9 століттям, було розкопано в тій ж місцевості 1904 року. Обидва човни зберігаються в Музеї кораблів вікінгів в Осло.
На відстані 10 км від міста розміщується Міжнародний аеропорт Саннефіорд-Торп (Осло-Торп), що обслуговує лоукост-авіакомпанії, який до 2014 року був з'єднаний з Києвом прямими рейсами угорського перевізника Wizz Air.
Населення муніципалітету: 41 тисяча 897 мешканців (2007, оцінка).
На честь міста названо бухту Саннефіорд в Антарктиці.

## Уродженці
- Даг Солстад (1941) — норвезький прозаїк, драматург, майстер коротких оповідань, один з найвідоміших письменників Норвегії.

## Галерея

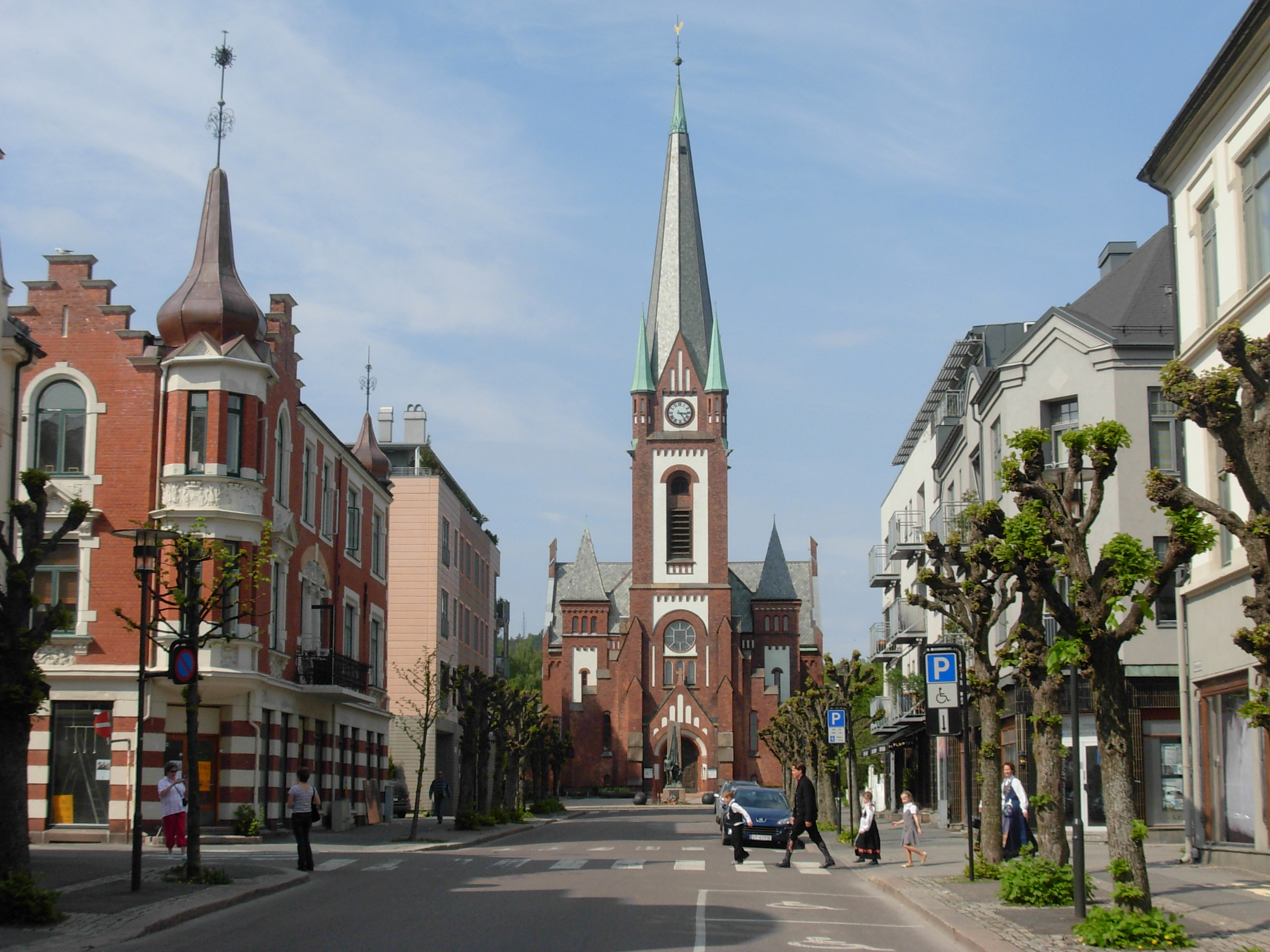
Саннефіорд, центр міста.
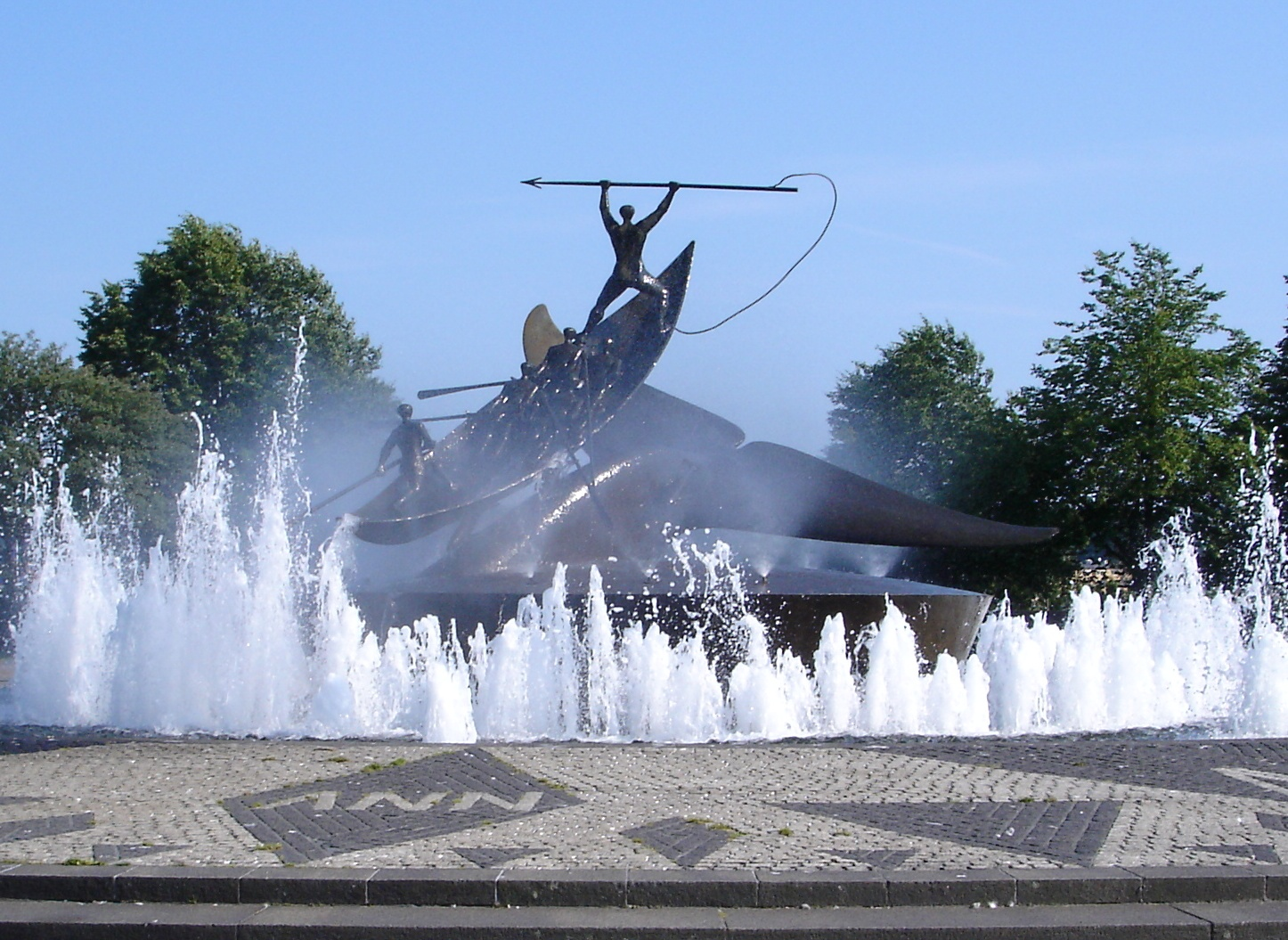
Пам'ятник китобоям.